# Gebouw Delftse Poort

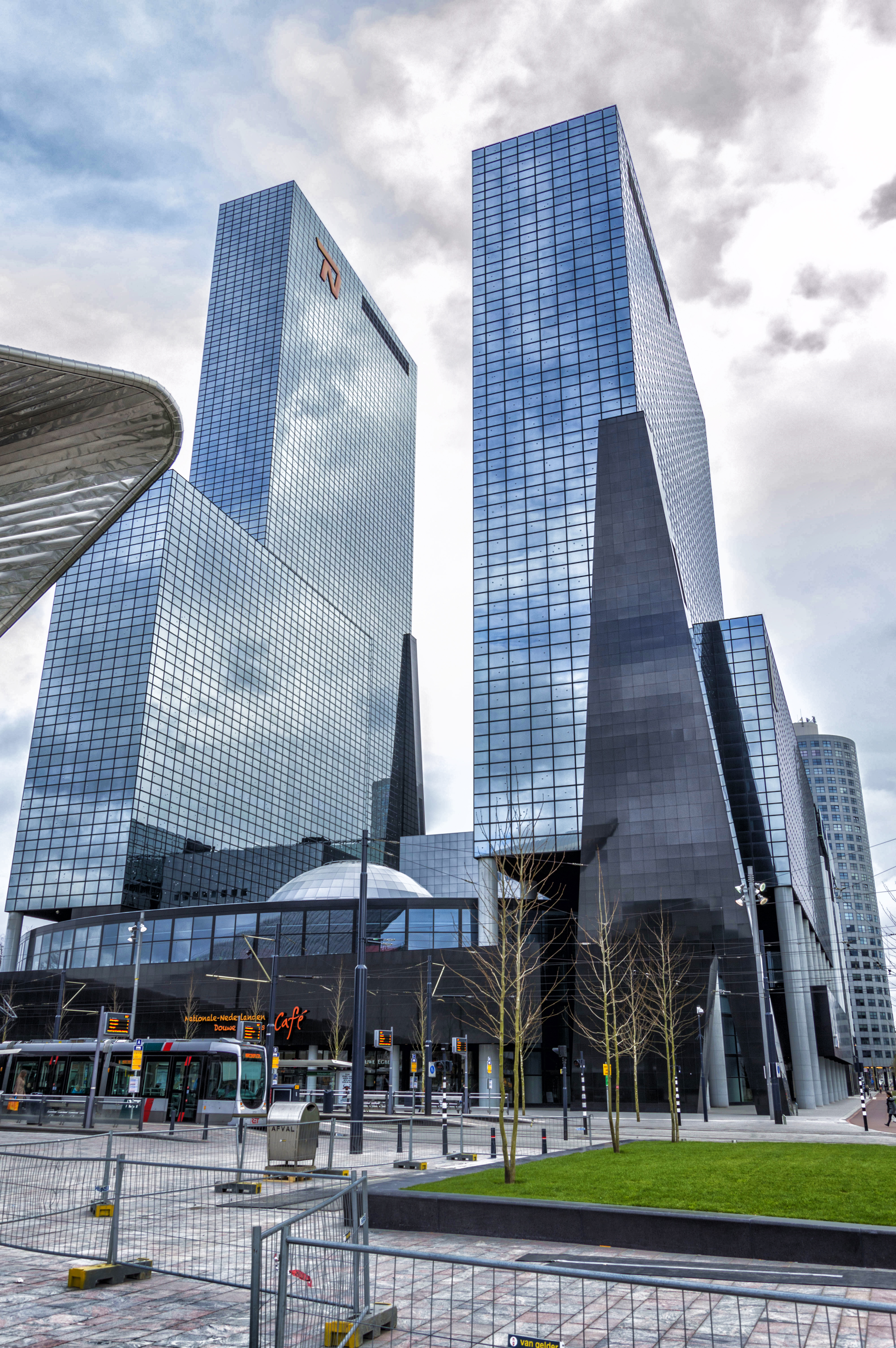
Gebouw Delftse Poort

Gebouw Delftse Poort je dvojice mrakodrapů v nizozemském městě Rotterdam. 
Mrakodrapy byly postaveny v letech 1988–1991 a podle návrhu architekta Abe Bonnemy. Nižší z obou věží má výšku 93 metrů a 25 pater. Vyšší pak dosahuje výšky 151,35 metrů a má 41 pater. Byla nejvyšší budovou Nizozemska do roku 2009, kdy byl dokončen Maastoren (rovněž v Rotterdamu). 